# وحوش مسعى التنين: المهرج
وحوش مسعى التنين: المهرج أو دراغون كويست مانسترز: جوكر (بالإنجليزية:Dragon Quest Monsters: Joker) (باليابانية:ドラゴンクエストモンスターズ ジョーカー) ، هي لعبة إلكترونية من نوع منافسة ، أنتجت سنة 2006 من قبل سكوير إنكس ، وتعمل بنظام نينتندو دي إس .

## نظرة عامة على اللعبة
هي الأرض الخيالية والتي تكون مساحتها شاسعة، وهي متعددة المناطق الطبيعية، وتظهر الوحوش في اللعبة على أنهم المنافسين، فيقوم بطل اللعبة بالمبارزة على الأشخاص المعروضة على الإنترنت .

## وصلات خارجية
- Official Dragon Quest Monsters: Joker website (باليابانية)
- DS Station (باليابانية)
- Official North American site
- Dragon Quest Monsters: Joker على مشروع الدليل المفتوح